# Big History Project
The Big History Project (укр. Проєкт Велика Історія) був започаткований Біллом Гейтсом і Девідом Крістіаном для розвитку глобального вивчення предмету Велика Історія, яка ставить собі на меті "зрозуміти, в узагальненому вигляді, історію космосу, Землі, Життя і Людства." Це курс, який охоплює історію від Великого Вибуху і до теперішнього часу в міждисциплінарному форматі. Проєкт Велика історія “присвячений для заохочування більшої зацікавленості і здатності до навчання серед учнів старших шкіл”.

## Опис
Білл Гейтс зацікавився великою історією після прослуховування серії з 48 лекцій Девіда Крістіана, що були опубліковані "The Teaching Company" під назвою "Велика Історія: Великий Вибух, Життя на Землі, і Зародження Людства". Як відзначав Гейтс, “він дійсно захопив мене. Це людина, яка прочитала про всю науку, людство і соціальні науки і подала це разом як єдину структуру. Це змусило мене сумувати, що я не взявся вивчати велику історію коли я був молодим, тому що це дійсно б дало мені можливість думати про шкільну роботу і лекції. Зокрема, це дійсно показує науку в цікавому історичному контексті і пояснює як науковці вирішують багато сучасних задач”.
Після зустрічі Гейтса і Кристіана і обговорення цих лекцій, відбувся генезис проєкту великої історії. Вони започаткували проєкт, і організували команду для досягнення поставленої мети, “зробити так, щоб велику історію вивчало багато студентів по всьому світу наскільки це можливо”.